# Onthophagus mirandus
Onthophagus mirandus là một loài bọ cánh cứng trong họ Bọ hung (Scarabaeidae).